# Reinhardt Stumm
Reinhardt Stumm (geboren 13. Dezember 1930 in Berlin; gestorben 12. April 2019 in Basel) war ein schweizerisch-deutscher Kulturjournalist, Theaterkritiker und Sachbuchautor, langjähriger Feuilletonchef der Basler Zeitung und Juror des Berliner Theatertreffens sowie des Ingeborg-Bachmann-Preises in den 1980er Jahren.

## Leben
Reinhardt Stumm machte nach einer Gärtnerlehre am Abendgymnasium in Dortmund das Abitur nach. Zum Studium der Anglistik, Kunstgeschichte und Psychologie, später auch Germanistik ging er an die Universität Basel. Seinen Lebensunterhalt verdiente er sich als Werkstudent mit Jobs wie Gartenarbeiten und Würstchen-Ausliefern. Schon als Student begann er für die Basler Nachrichten Veranstaltungskritiken zu schreiben. Schwerpunkt war für ihn von Anfang an die Berichterstattung über das Theatergeschehen. Ohne Hochschulabschluss wechselte er Vollzeit in den Journalismus. Er nahm die Staatsangehörigkeit der Schweiz an, da er dauerhaft dort bleiben wollte.
Er arbeitete zunächst als freier Mitarbeiter der Zürcher Woche, war von 1968 bis 1971 Redakteur der Schweizer Theaterzeitung und schließlich von 1970 bis 1974 Feuilletonchef der Basler Nachrichten. Aufgrund von gravierenden Meinungsverschiedenheiten mit dem Chefredaktor kündigte er dort und arbeitete fortan zunächst freiberuflich für Zeitungen und Radiosender. Ab 1977 arbeitete er beim Tages-Anzeiger in Zürich. Dort baute er die Veranstaltungsbeilage Wochenprogramm auf. Nach fünf Jahren wechselte er 1982 als Ressortchef zur Basler Zeitung, wo er bis zu seiner Pensionierung im Juni 1996 das Feuilleton leitete. Als „Scharnier-Persönlichkeit“ zwischen der schweizerischen und deutschen Theaterszene berichtete Stumm auch oft für deutsche Hörfunk- und Printmedien, zum Beispiel für die Frankfurter Rundschau, die Fachzeitschriften Theater der Zeit und Theater heute.
Stumm zeichnete aus, dass er vielseitig interessiert und neugierig war. Er kannte auch die nicht-intellektuelle Szene, die Populärkultur, er propagierte angelsächsische Literatur. Er war ein früher Freund und Förderer von Tomi Ungerer.
Als Theaterkritiker war er sehr viel in Deutschland unterwegs sowie in der ganzen Schweiz. Seine Neugier und Liebe zum Theater trieben ihn an. Und als in Fachkreisen anerkannter, fundierter Kenner des deutschsprachigen Theaters war Stumm von 1977 bis 1982 sowie von 1988 bis 1991 Jurymitglied des Berliner Theatertreffens. Er drängte und initiierte, dass auch die Schweiz ein derartiges Theatertreffen bekam, daraus wurde das seit 1980 jährlich in den letzten zwei Augustwochen auf der Landiwiese am Zürichsee stattfindende Zürcher Theater Spektakel. Sechs Jahre lang war er auch einer der Juroren des Klagenfurter Publizistikwettbewerbs, bevor dieser aufgrund der Landesregierungsbeteiligung der Kärntner FPÖ eingestellt wurde.
Als Kritiker war er anerkannt in der Kulturszene, aber auch gefürchtet. Er war streitlustig und „nicht immer gerecht“. Mit scharfzüngigen Statements mischte er in Theater- und Kulturpolitikfragen mit und löste manchmal auch Gegenwehr aus.

„Die Theaterleute fürchteten ihn. Er hat immer nur geschrieben, was er wirklich dachte. Da war er schon ein Vorbild.“

## Werke
Monografien
- Amerika der Pioniere. Mit Fotografien von Heinrich Gohl. Mondo-Verlag, Lausanne 1974, ISBN 978-3-7169-1103-7.
- (mit Georg Stärk): Der Mississippi : Geschichte eines Flusses. Mondo-Verlag, Lausanne 1985.
- (mit Kurt Wyss): Jean Tinguely : Der. Traum ist alles – Technik nichts. Mit Illustrationen von Jean Tinguely. F. Reinhardt Verlag, Basel 1985, ISBN 978-3-7245-0564-8.
- (mit Georg Stärk): Botanische Gärten der Schweiz, Mondo-Verlag, Vevey 1997.[5]
- Komödie Basel. Fünfzig Jahre Ach und Krach. 2001.[6]
- Querbeet : Gartengeschichten. Christoph Merian Verlag, Basel 2002, ISBN 978-3-85616-170-5.
- Strassenbilder, Reinhardt Verlag, Basel 2003, ISBN 3-7245-1413-1.
- Denkzettel.	Lebensläufe in Basel. Basler Zeitung Medien Verlag 2007.[7]

Herausgeberschaften
- Ach & Och. Das Schweizer Hörspielbuch, Haffmans Verlag, Zürich 1998.
- Markus Kutter – Nachlese: Fundstücke aus dem Textarchiv. Christoph Merian Verlag, Basel 2009.

## Belege
1. 1 2 3  Reinhardt Stumm – «Er hat Klartext gesprochen». srf.ch vom 15. April 2019, abgerufen am 28. April 2019.
2. ↑  Schweiz „Gruusig guet“, Spiegel online vom 19. September 1983, abgerufen am 17. Mai 2019.
3. 1 2 3  Theaterkritiker Reinhardt Stumm gestorben. In: Neue Zürcher Zeitung vom 15. April 2019, abgerufen am 28. April 2019.
4. ↑  „Freie Gruppen, freie Zuschauer – Zehn Jahre Theater Spektakel Zürich“, R. Stumm 1989 In: Diplomthema Theaterspektakel (PDF), abgerufen am 17. Mai 2019.
5. ↑  HeBIS-Verbundkatalog
6. ↑  Eintrag Komödie Basel BS, Schweizer Online-Theaterlexikon, abgerufen am 28. April 2019.
7. ↑  siehe hbz-Verbundkatalog

| Personendaten    | Personendaten                                                 |
| ---------------- | ------------------------------------------------------------- |
| NAME             | Stumm, Reinhardt                                              |
| KURZBESCHREIBUNG | deutscher Kulturjournalist, Theaterkritiker und Sachbuchautor |
| GEBURTSDATUM     | 13. Dezember 1930                                             |
| GEBURTSORT       | Berlin                                                        |
| STERBEDATUM      | 12. April 2019                                                |
| STERBEORT        | Basel                                                         |